# Capo Berta
Pour les articles homonymes, voir Berta.

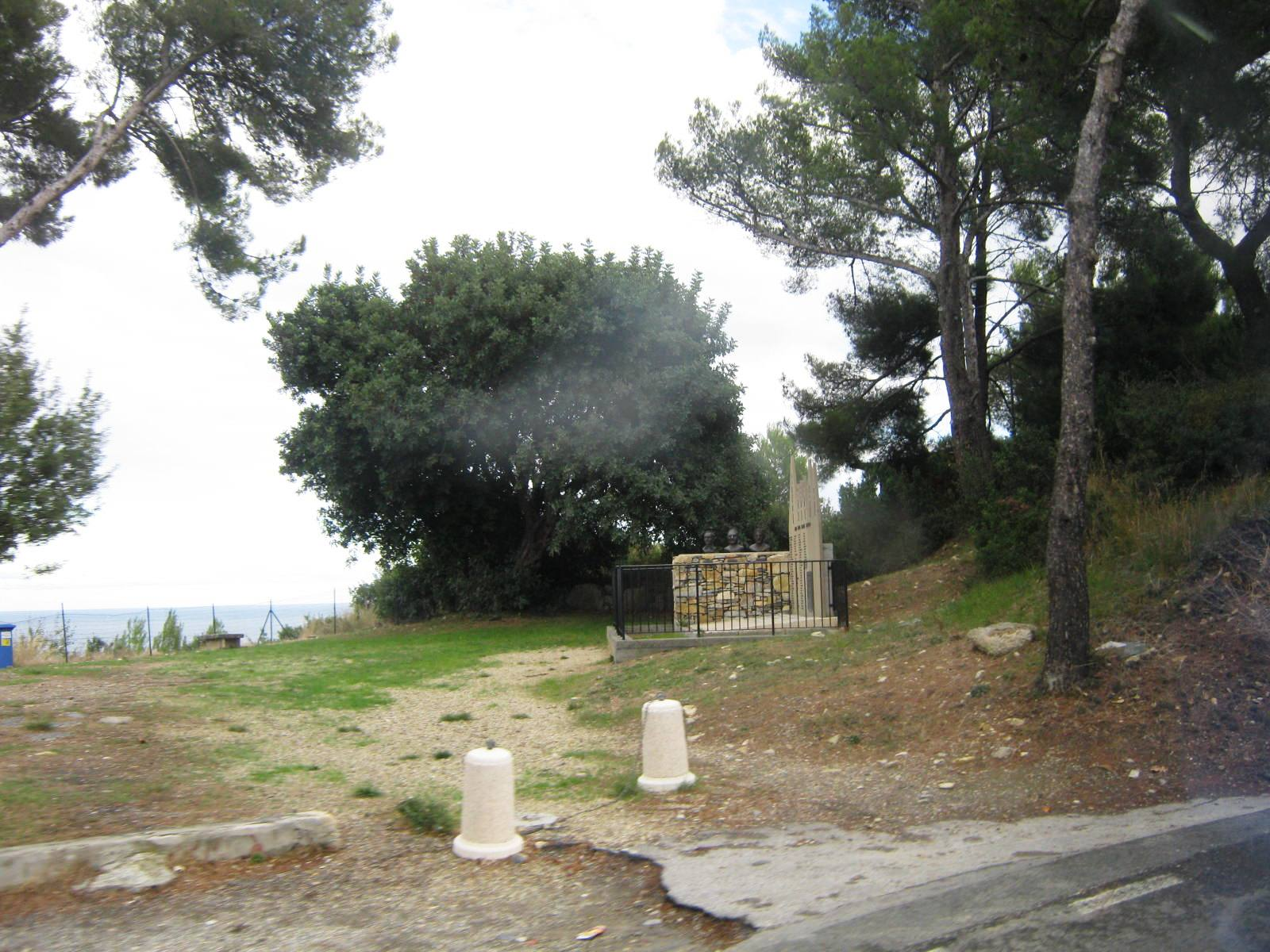
Un aspect du Capo Berta.

Le Capo Berta est une colline située en Italie, dans la province d'Imperia, au bord de la mer Ligure. Il se trouve sur le territoire de la commune de Diano Marina.
Le Capo Berta est connu pour être la cinquième ascension de la course cycliste Milan-San Remo, située à environ 39 km de l'arrivée. Il est le troisième des quatre Capi, après le Capo Mele et le Capo Cervo et avant la Cipressa.